# Dynastie Qi du Nord
Pour un article plus général, voir Dynasties du Sud et du Nord.
Pour les articles homonymes, voir QI (homonymie).
550–577
Entités précédentes :
- Dynastie Wei de l'Est

Entités suivantes :
- Dynastie Zhou du Nord

La dynastie des Qi du Nord (Bei Qi), régna en Chine du nord-est de 550 à 577 lors de la période des dynasties du Sud et du Nord, dite également période des Six Dynasties. Elle fut précédée par la dynastie des Wei de l'Est (Dong Wei), les États des Wei de l'Est et des Qi du Nord furent en fait une même entité politique, fondée et dominée par Gao Huan, qui domina les Wei de l'Est sans monter sur le trône, tandis que ses successeurs furent les empereurs des Qi du Nord. Cette dynastie fut rivale de celle des Wei de l'Ouest à laquelle succéda directement celle des Zhou du Nord (Bei Zhou), qui la vainquit et réunifia la Chine du Nord en 577.

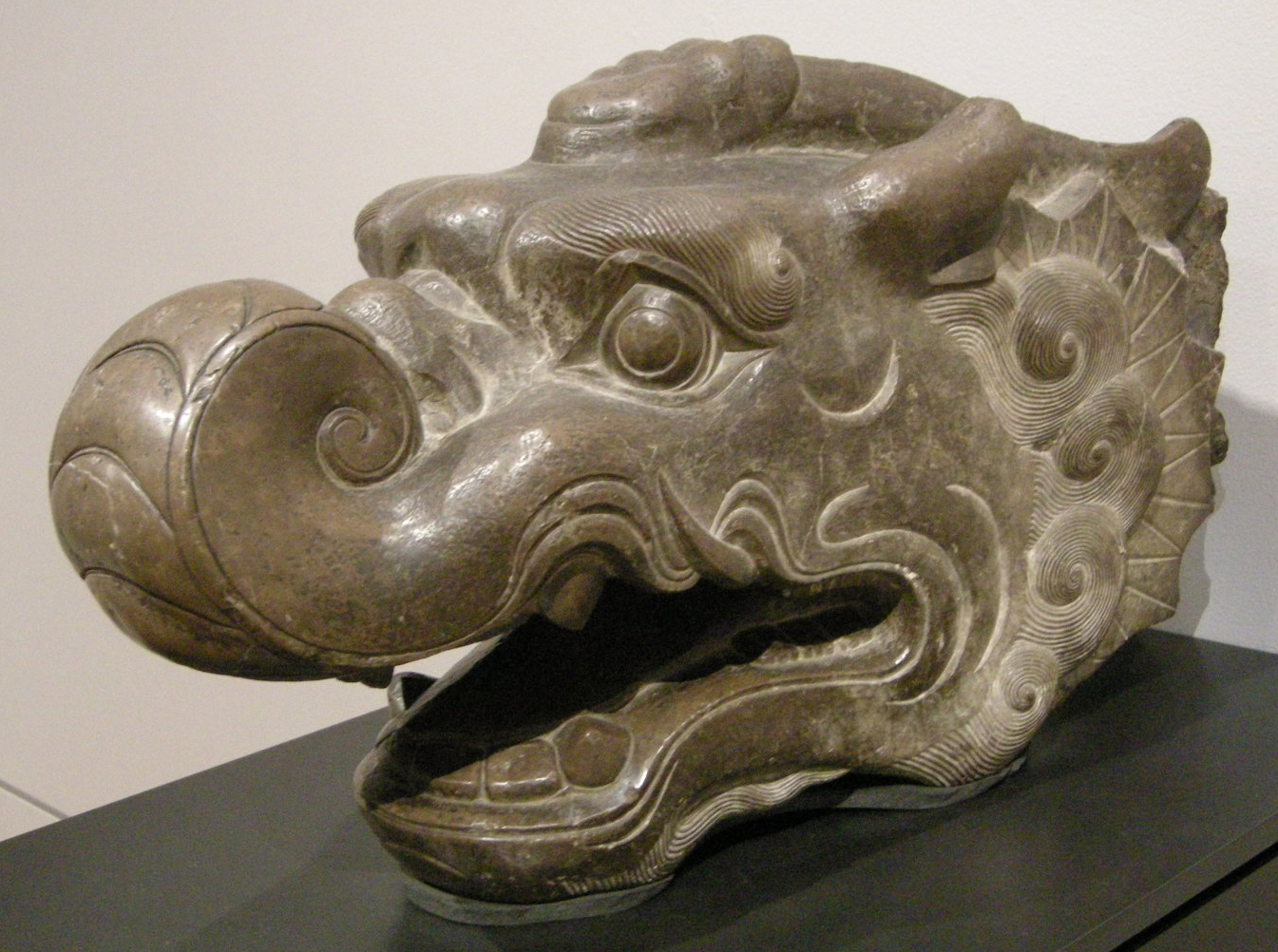
Tête de Makara, art Qi du Nord

## Histoire

### La division de l'empire des Wei du Nord: Est contre Ouest

La situation politique de la Chine vers 546, après la division du Nord entre les Wei de l'Est et les Wei de l'Ouest et les conflits les ayant opposés.

La dynastie Wei du Nord, fondée par le clan Tuoba/Tabghach, du peuple Xianbei, qui dominait la Chine du Nord depuis les premières décennies du IVe siècle, fit face en 523-525 à la révolte des Six garnisons, initiée dans les garnisons de sa frontière nord, dont une partie des troupes se sentait délaissée par la cour impériale depuis qu'elle s'était déplacée à Luoyang, dans la plaine du fleuve Jaune, loin des bases septentrionales de la dynastie, et s'était tournée vers les traditions chinoises en lieu et place de celles du peuple Xianbei. Cette révolte fut réduite en quelques années, mais avait causé de nombreux déplacements de populations, et profondément déstabilisé l'équilibre du pouvoir. La cour impériale se déchira dans des luttes pour le pouvoir, dont profita le général Erzhu Rong, puis son neveu et successeur Erzhu Zhao, qui plaça la cour impériale sous leur coupe, après avoir saccagé la capitale, avant d'être vaincu en 530 par un de ses anciens subordonnés, Gao Huan (496-547), un gouverneur militaire d'origine Han qui avait été formé dans les Six garnisons auprès des guerriers xianbei, dans la garnison de Huaishuo, qui avait auparavant servi d'autres chefs de guerre rebelles (Du Luozhou, Ge Rong). Gao Huan intronisa en 531 un membre du lignage des Wei, Yuan Lang, qu'il fit déposer et assassiner l'année suivante, le remplaçant par un autre prince Wei, Yuan Xiu (Xiaowudi), qui préféra fuir son emprise. Il se réfugia auprès d'un autre chef militaire qui avait servi dans ces postes frontaliers, Yuwen Tai. Celui-ci avait pris le contrôle d'une armée qui avait été au service d'Erzhu Rong pour le compte duquel elle avait conquis la vallée de la rivière Wei, à l'Ouest de l'empire, et s'était établi dans la ville de Chang'an. En réplique, Gao Huan, qui dominait toute la partie Est de l'empire des Wei, installa sur le trône impérial un autre empereur, Yuan Shanjian (Xiaojingdi), établi à Ye (près d'Anyang), Luoyang n'étant plus habitable en raison des destructions des conflits précédentes. Le Nord était dès lors divisé entre deux dynasties rivales portant le nom de Wei, les Wei de l'Ouest et les Wei de l'Est, chacune dirigée de fait par des généraux. 
Gao Huan dominait des régions plus riches et plus peuplées que celles de son rival occidental, pouvant mobiliser une armée de 100 000 hommes, et prit l'initiative des premières campagnes de grande envergure, en 537. Une première offensive fut arrêtée à la passe de Tong, puis quelques mois plus tard une autre put pénétrer dans le territoire occidental, mais fut stoppée à Shayuan sur la rivière Wei par une armée largement inférieure en nombre, mais qui réussit à lui tendre une embuscade meurtrière. Cette confrontation décisive assura la survie du régime des Wei de l'Ouest. Mais la contre-attaque qui fut menée par la suite dans le territoire des Wei de l'Est connut à son tour un échec. La décennie qui suivit fut marquée par d'autres tentatives d'offensives d'un côté comme de l'autre, qui ne modifièrent pas les positions. Le quartier général des armées des Wei de l'Est visant à protéger leur frontière face aux Wei de l'Ouest fut établi à Taiyuan, sur la Fen, tandis qu'en face les Wei de l'Ouest avaient établi plusieurs garnisons bloquant l'accès à la vallée de la Wei (Yubi en aval sur la Fen, Puban vers la passe de Tong).

### La fondation de la dynastie des Qi du Nord
En 547, Gao Huan mourut, et son fils Gao Yang, prit sa position dominante à la cour. Il se fit élever au rang de Prince de Qi, puis en 550 il força l'empereur Xiaojing à abdiquer en sa faveur (il le fit empoisonner peu après), fondant une nouvelle dynastie, portant le nom Qi, que la tradition historiographique désigne comme « Qi du Nord » pour la distinguer de l'autre dynastie du même nom qui avait dominé le Sud au siècle précédent. 
S'il restait un rival des Wei de l'Ouest, l’État des Qi du Nord devait également surveiller sa frontière Nord, où des chefs Rouran et Tujue (Turcs) se confrontaient. Lorsque les premiers furent vaincus par les seconds, ils se soumirent à Gao Yuan qui leur assura sa protection. Au Sud, la dynastie des Liang avait sombré dans des troubles internes depuis 547, largement à l'instigation de Hou Jing, un général qui avait servi Gao Huan par le passé, et avaient subi de lourdes défaites face aux Wei de l'Ouest. Gao Yuan accentua la pression sur cet État en organisant plusieurs campagnes militaires en direction de Jiankang (Nankin), sa capitale, et tenta de placer sous sa coupe un des deux généraux qui était sorti vainqueur de cette période trouble, Wang Sengbian, préparant un coup d’État qui lui permettrait de placer sur le trône des Liang un empereur qui lui soit favorable, mais ses plans furent contrecarrés par l'autre grand général du Sud, Chen Baxian, qui élimina Wang Sengbian, et infligea par la suite une défaite aux armées Qi. Il fonda en 557 la dynastie Chen, tandis que la même année à l'Ouest la dynastie Wei de l'Ouest devenait la dynastie Zhou (du Nord) avec la montée sur le trône du fils de Yuwen Tai.

### Les luttes de palais

L'extension approximative des empires se partageant la Chine vers 572.

À la mort de Gao Yang en 559, les Qi du Nord restaient la plus grande puissance militaire de la Chine, en mesure de menacer ses rivaux au Nord, à l'Ouest et au Sud. Son successeur, Gao Yin, passait pour un personnage faible, totalement sous la coupe de sa mère, l'impératrice douairière Li, issue du puissant clan des Li de Zhao et le ministre Yang Yin. Le fait que la cour impériale passe sous le contrôle de ces personnages d'origine Han froissa d'autres membres du clan impérial, qui était certes au départ de la même origine, mais après avoir évolué durant plusieurs générations dans les milieux militaires du Nord auprès des guerriers Xianbei ou Xiongnu, avait développé un sentiment d'identité qui le rapprochait de ces derniers. Ces tensions ethniques et politiques explosèrent en 560, quand deux frères de Gao Yang, Gao Yan et Gao Zhan, à la tête de la faction xianbei (leur mère, l'impératrice douairière Lou, étant une Xianbei), firent éliminer Yang Yin, l'impératrice douairière et les principaux dignitaires Han, et déposer l'empereur. 
Gao Yan régna une année, jusqu'à sa mort, puis Gao Zhan prit sa suite jusqu'en 565, quand il abdiqua en faveur de son fils Gao Wei (alors âgé de neuf ans), devenant un empereur retiré, sur les conseils (ou après les manigances) du ministre He Shikai, qui devint régent. Les luttes de factions, toujours marquées dans une certaine mesure par les tensions ethniques, furent récurrentes durant les années 569-573, surtout après la mort de Gao Zhan en 569 qui fit reposer la stabilité de la cour sur les frêles épaules du jeune empereur Gao Wei, fragilisant considérablement l'appareil politique et militaire des Qi du Nord, déchiré entre les manigances du prince Gao Rui, figure majeure du clan impérial (assassiné en 569), de He Shikai (assassiné en 571), de l'impératrice douairière Hu et de la nourrice de l'empereur, Lu Lingxuan, qui avait un grand ascendant sur lui, et de Gao Yan, le jeune frère de l'empereur, et Zu Ting, qui contrôla la cour quelque temps en 572-573 avant d'être exilé. Pendant ce temps à l'Ouest, les Zhou du Nord, plus stables, constituaient une armée redoutable, bien que leur offensive contre Luoyang en 565 ait été un échec.

### La chute des Qi du Nord
Le règne de Gao Wei vit donc se poursuivre l'affaiblissement des Qi. On connaît cependant mal la vie de la cour après 573, les affaires extérieures étant mieux renseignées. Au Sud, d'importantes défaites furent subies face aux Chen en 573-574, aboutissant à la perte de territoires dans les vallées des rivières Huai et Si. En 575, les Zhou attaquèrent à leur tour, mais ils furent repoussés puis subirent une contra-attaque alors qu'ils battaient en retraite. La même année en revanche, une attaque des Qi contre les Chen se solda par une nouvelle déconvenue. Les Zhou lancèrent une nouvelle campagne fin 576, à laquelle les Qi opposèrent une farouche résistance, grâce à leurs puissantes garnisons frontalières (Pingyang et Taiyuan), qui tombèrent néanmoins au début de l'année 577. Dès lors, la route vers Ye était dégagée pour les armées des Zhou, et la capitale fut rapidement prise. Gao Wei, qui s'enfuit vers l'Est, avait alors abdiqué en faveur de son fils Gao Heng, qui abdiqua lui-même un mois plus tard en faveur de Gao Jie. Tous les trois furent capturés et mis à mort peu après par les Zhou, qui effectuèrent une purge parmi l'élite politique des Qi du Nord.

## Liste des empereurs
1. Wenxuandi (en) (Gao Yang) (551-559)
2. Gao Yin (en) (559-560)
3. Xiaozhaodi (en) (Gao Yan) (560-561)
4. Wuchengdi (en) (Gao Zhan) (561-565)
5. Houzhu (en) (Gao Wei) (565-576)
6. Youzhu (en) (Gao Heng) (576-577)

À la mort de Youzhu (en) en 577, la Chine du Nord est réunifiée par Wudi de la dynastie des Zhou du Nord (Bei Zhou).

## Chronologie politique de la période
| « Trois Royaumes » 220-280 : 60 ans                              | « Trois Royaumes » 220-280 : 60 ans                 |
| ---------------------------------------------------------------- | --------------------------------------------------- |
| Chine du Nord : Wei à Luoyang                                    | Chine du Sud-Ouest: Shu, Chine du Sud-Est : Wu      |
| brève réunification : Jin occidentaux à Luoyang 265-316 : 51 ans |                                                     |
| nouvelles fragmentations                                         |                                                     |
| au Nord : « Seize Royaumes » : 304-439 : 135 ans                 | au Sud : Jin orientaux 317-420 : 103 ans            |
| « Dynasties du Nord » et                                         | « Dynasties du Sud »                                |
| Wei du Nord 386-534 : 148 ans                                    | Liu Song 420-479 : 59 ans                           |
| Wei de l'Est 534-550 : 16 ans                                    | Qi ou Qi du Sud 479-502 : 23 ans                    |
| Wei de l'Ouest 535-556 : 21 ans                                  | Liang 502-557 : 55 ans                              |
| Qi du Nord 550-577 : 27 ans                                      | Liang postérieurs, ou Liang du Sud 555-587 : 32 ans |
| Zhou du Nord 557-581 : 24 ans                                    | Chen 557-589 : 32 ans                               |

## Les Arts sous les Qi septentrionaux
Cette période pour les arts, sous les Qi septentrionaux, fut déterminante dans l'histoire de l'art chinois. 

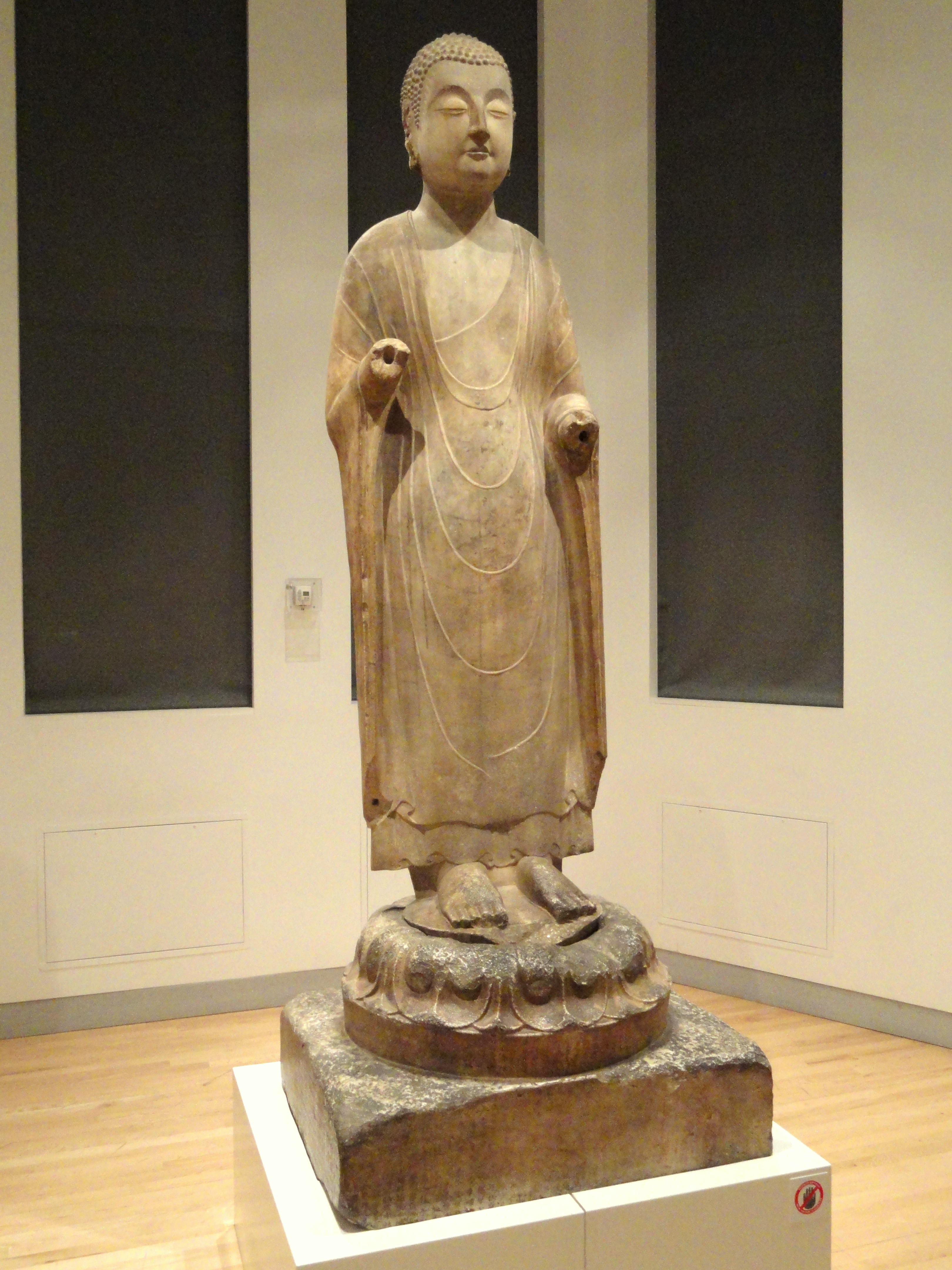
Buddha Amitabha. Shanxi vers 575-590. Marbre. Exposition au Royal Ontario Museum, novembre 2011.
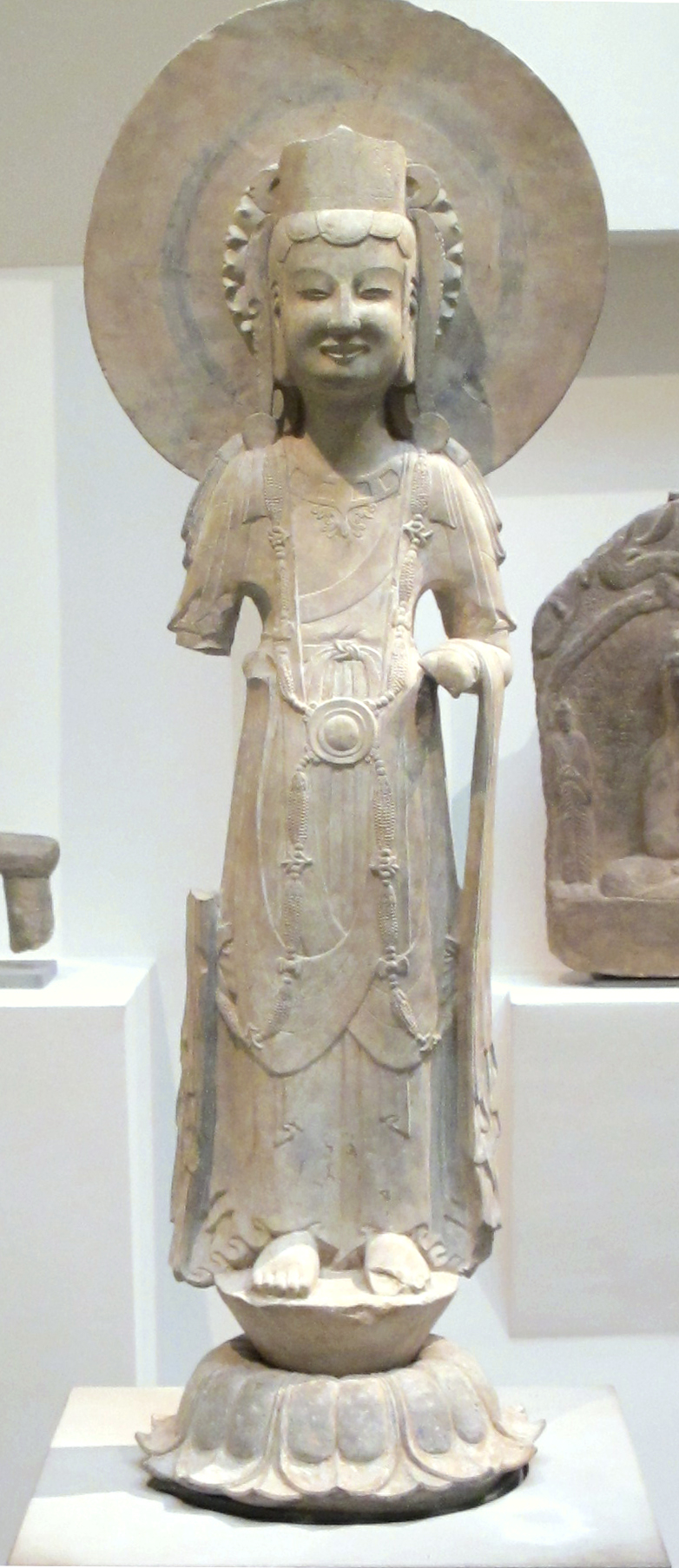
Bodhisattva debout. Chine du Nord, VIe. s. Période des Wei orientaux (534-550) et des Qi septentrionaux (550-577). Statue de calcaire gris. Musée Guimet, Paris.
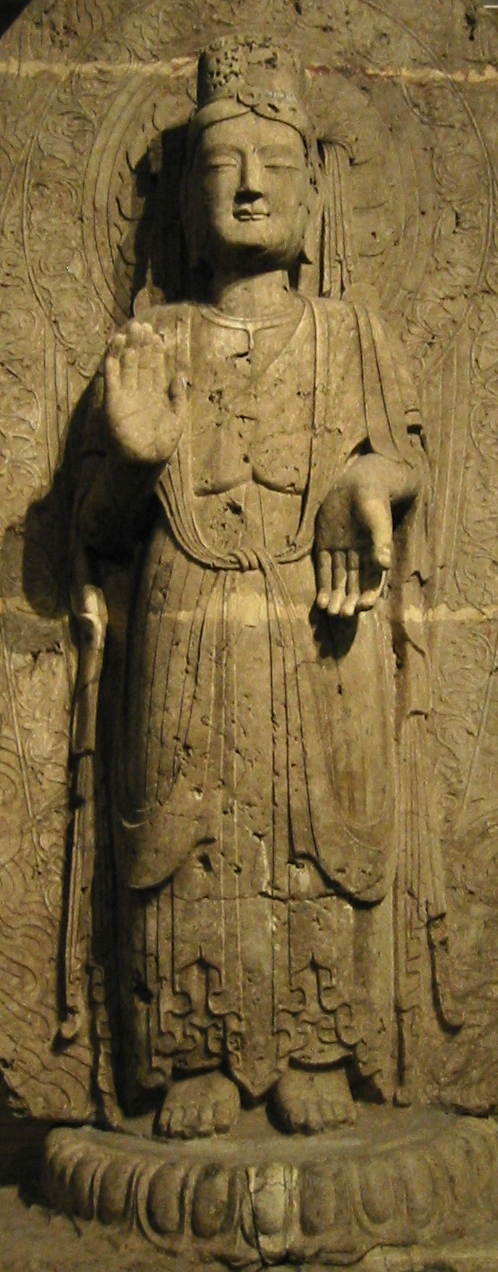
Bodhisattva. Shanxi, daté 552. Musée national de Tokyo.
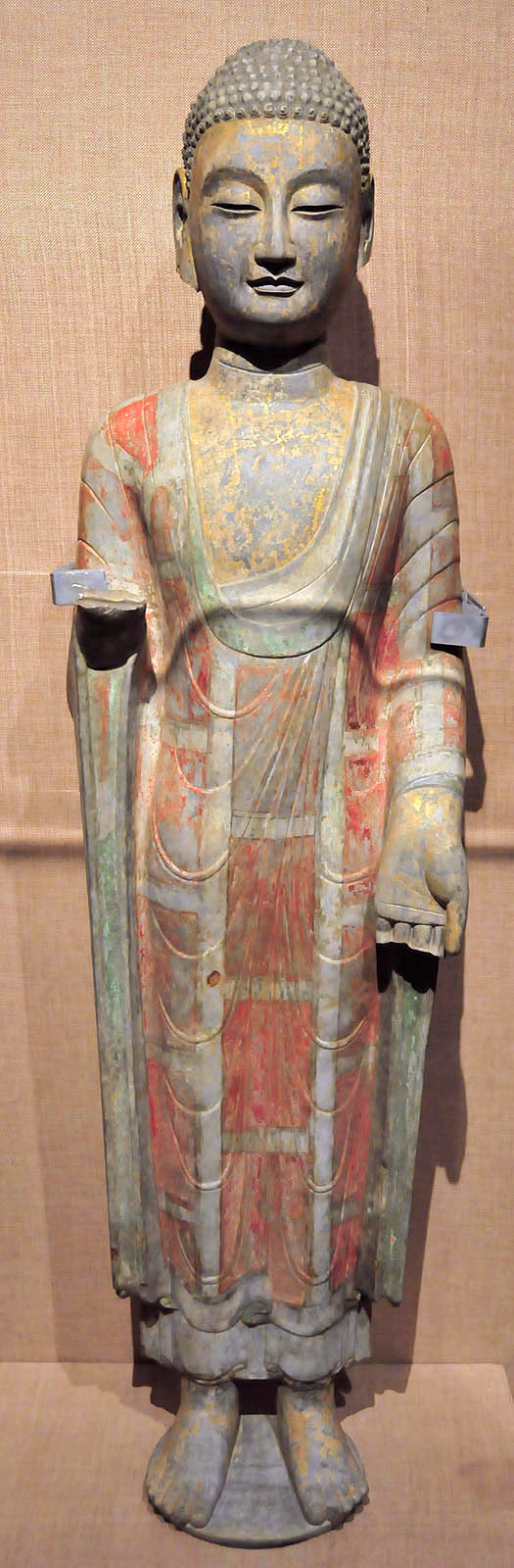
Buddha debout. Shandong, grès avec traces d'or et de polychromie. Capital Museum, Pékin.
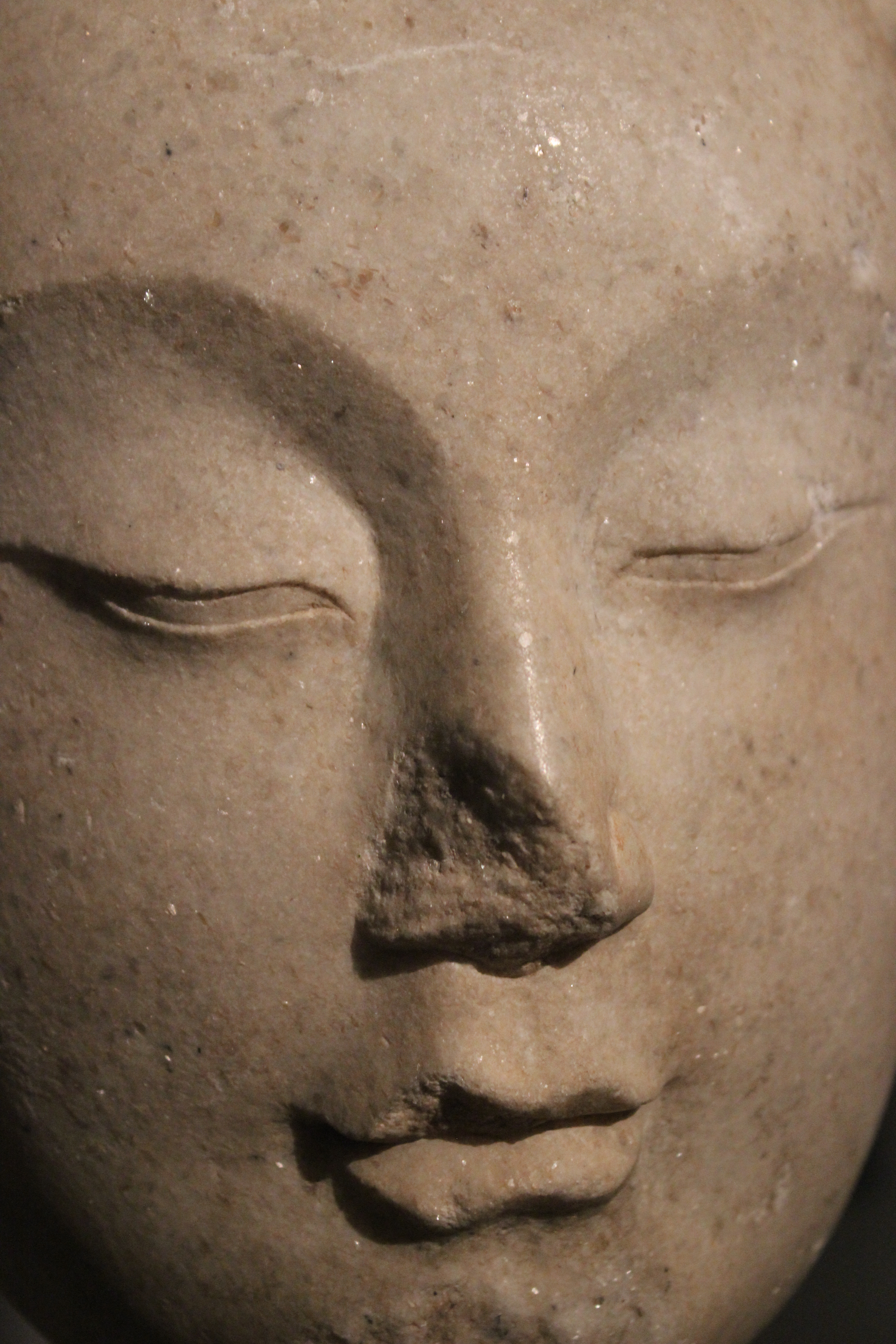
Tête de Bouddha. Qi du Nord. Marbre blanc micacé. H. 25 cm. Musée Guimet
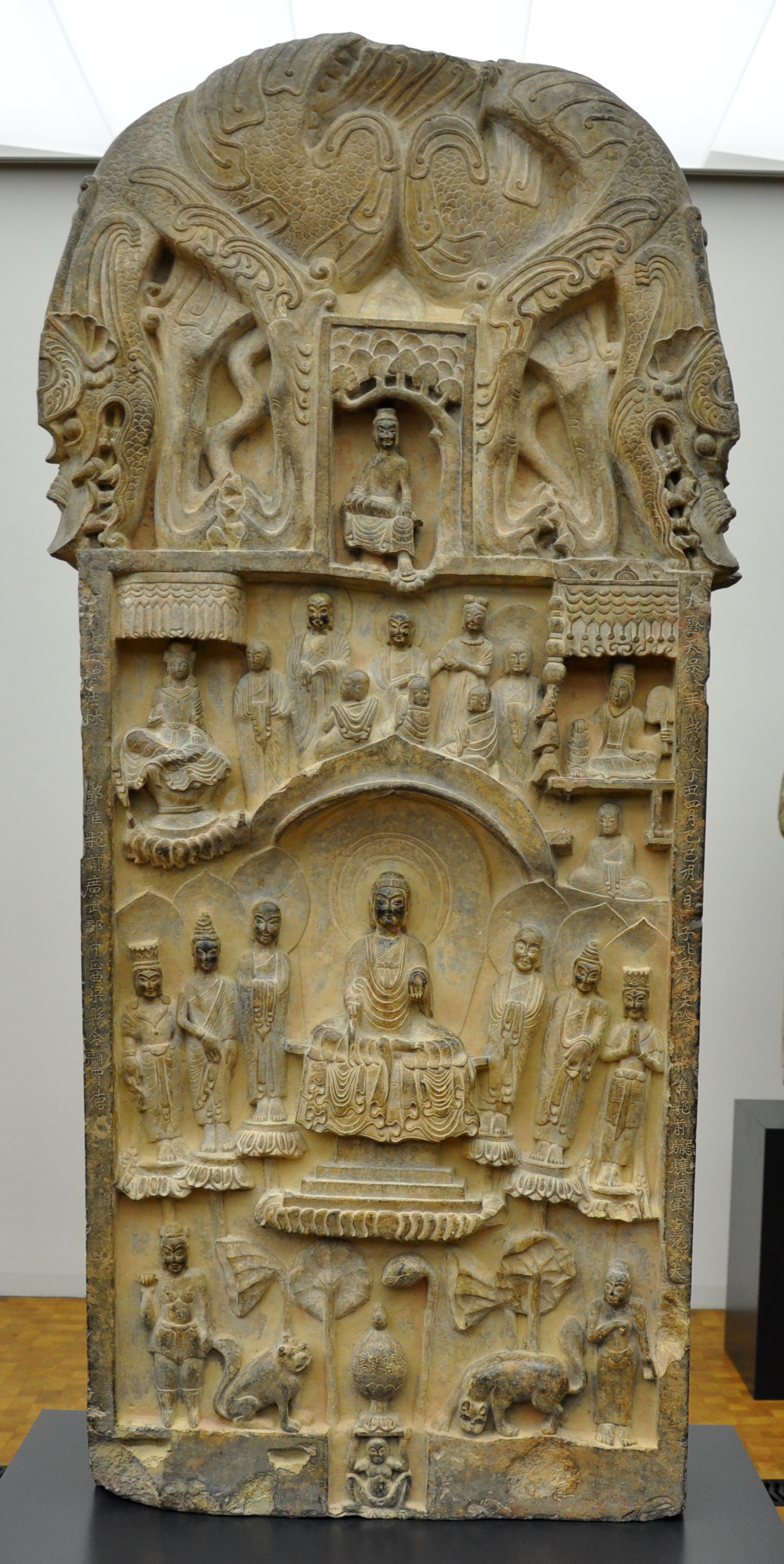
Stèle bouhique de la famille Yan. Calcaire daté 557. Museum Rietberg, Zürich.
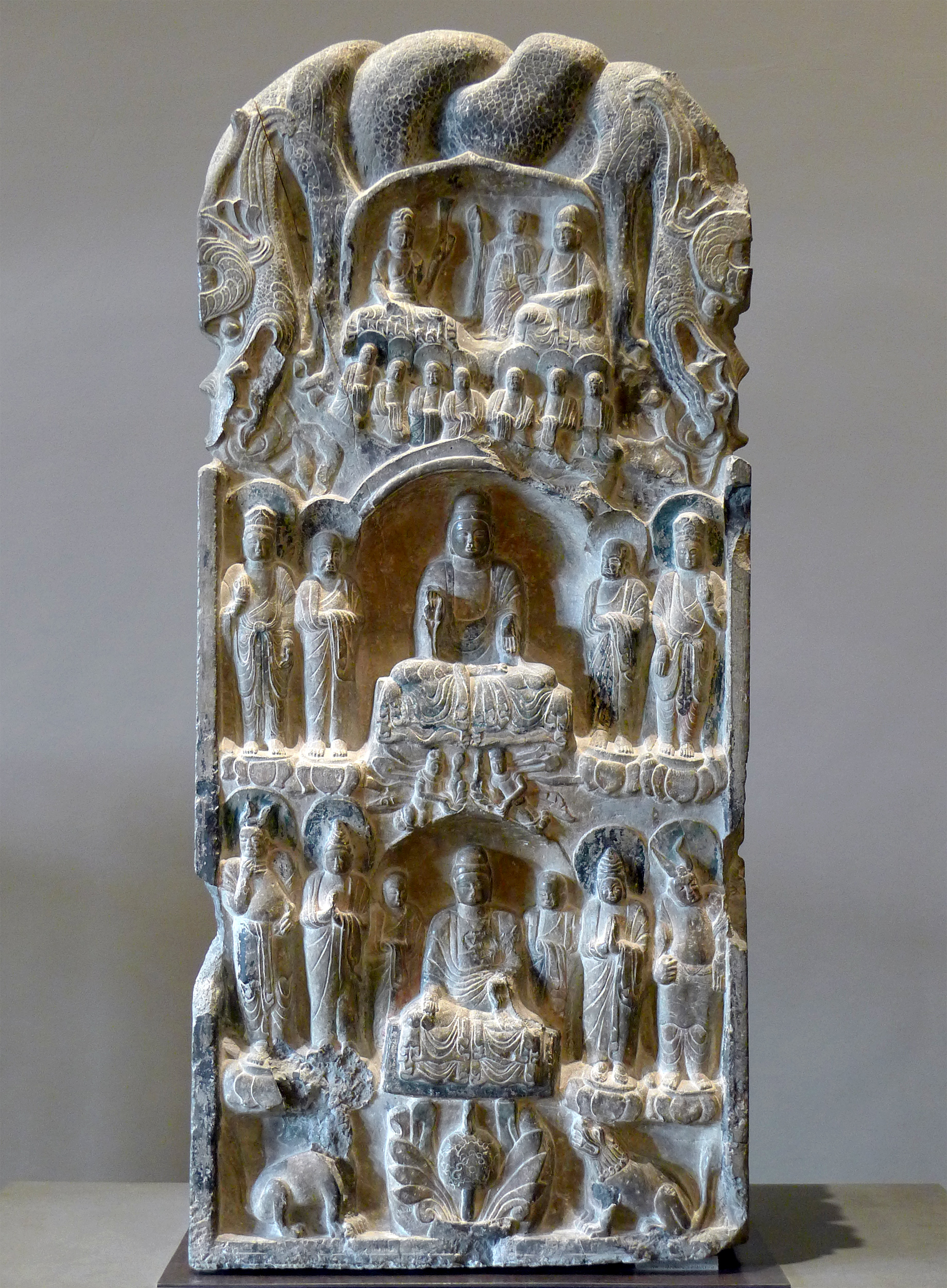
Stèle bouddhique, 560. Musée Cernuschi, Paris.

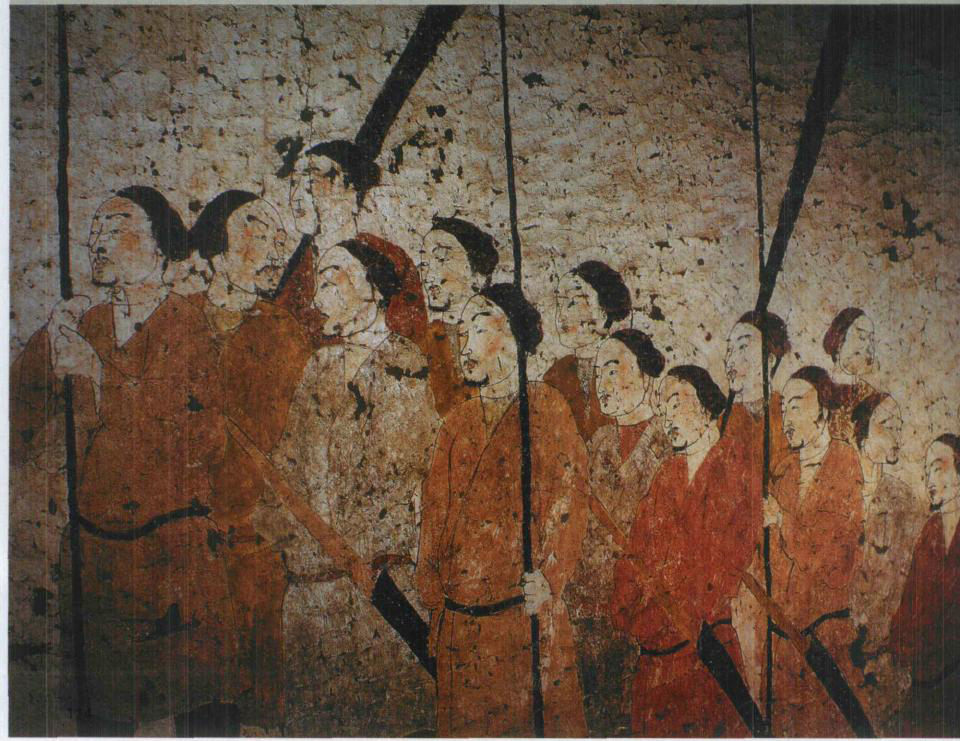
Peinture murale, tombe de Xu Xianxiu. Wang Jiafeng village East, Yingzhou District, Anhui.
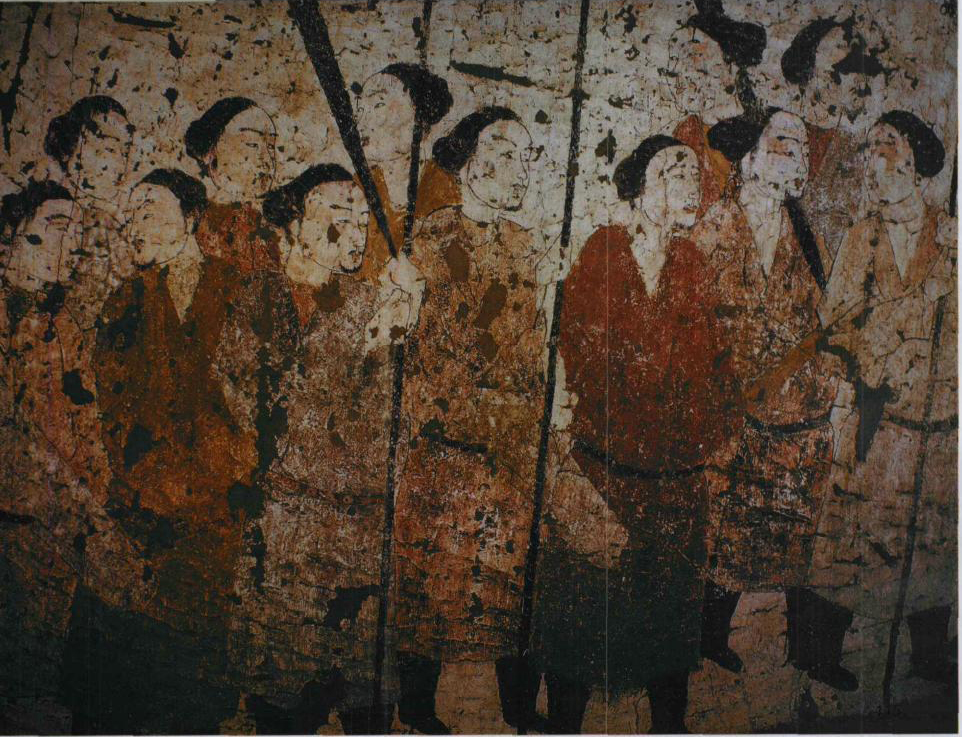
Peinture murale, tombe de Xu Xianxiu.
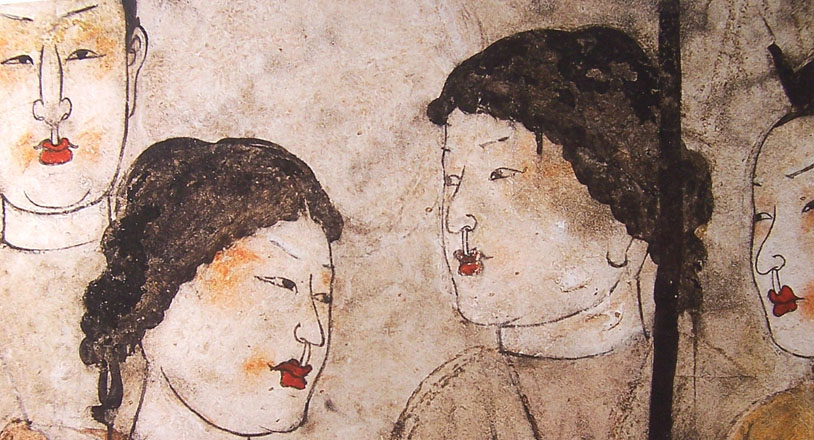
Peinture murale, tombe de Xu Xianxiu.
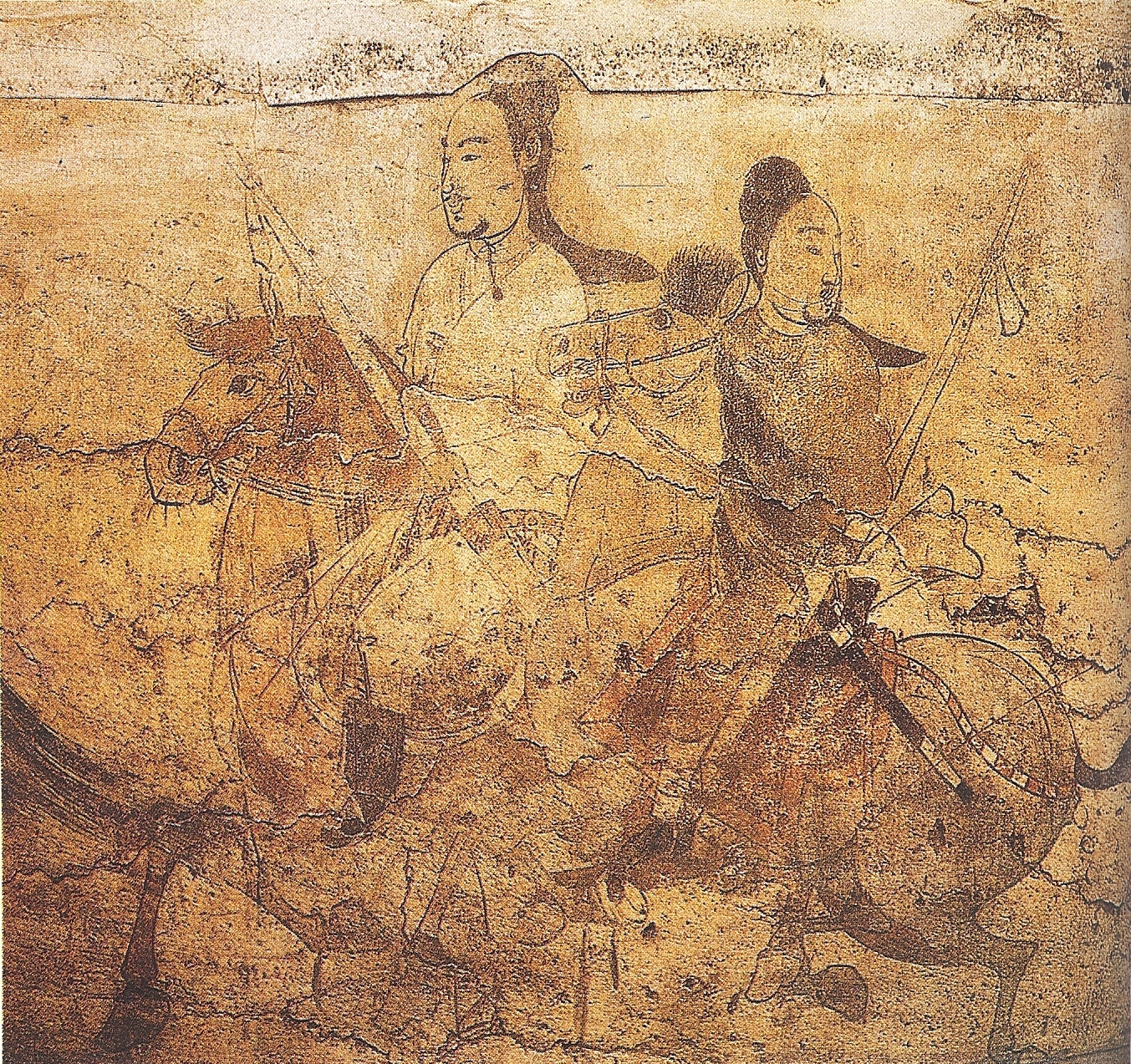
Cavaliers, H 160 env. accès à la chambre funéraire de Lou Rui, 570. Taiyuan, Shanxi.